# Festival van San Remo 1959
Het Festival van San Remo 1959 was de negende editie van de liedjeswedstrijd. De winnaar werd afgevaardigd naar het Eurovisiesongfestival 1959. Domenico Modugno nam voor de tweede keer op rij deel aan het Songfestival en kon ook deze keer niet winnen, maar net zoals vorig jaar werd zijn lied een grote hit, onder de naam Ciao, Ciao Bambina.

## Finale
1. Piove (Domenico Modugno e Dino Verde) Domenico Modugno – Johnny Dorelli
2. Io sono il vento (Giancarlo Testoni e Giuseppe Fanciulli) Arturo Testa – Gino Latilla
3. Conoscerti (Giovanni D'Anzi) Teddy Reno – Achille Togliani
4. Tua (Pallesi-Malgoni) Jula De Palma – Tonina Torrielli
5. Lì per lì (Beretta-Viezzoli) Teddy Reno – Aurelio Fierro
6. Sempre con te (Roberto Murolo) Fausto Cigliano – Nilla Pizzi
7. Avevamo la stessa età (Calcagno-Marini) Natalino Otto – Aurelio Fierro
8. Nessuno (De Simoni-Capotosti) Betty Curtis – Wilma De Angelis
9. Una marcia in Fa (Panzeri-Mascheroni) Johnny Dorelli & Betty Curtis – Gino Latilla e Claudio Villa
10. Un bacio sulla bocca (Testa-Cichellero) Claudio Villa – Betty Curtis

## Halvefinalisten
- Adorami (Testoni-Fusco) Tonina Torrielli – Nilla Pizzi
- Così così (Vancheri) Anna D'Amico – Natalino Otto
- Il nostro refrain (Santi-Olivieri) Nilla Pizzi – Tonina Torrielli
- La luna è un'altra luna (De Giusti-Biri-Testa-Rossi) Natalino Otto – Gino Latilla
- La vita mi ha dato solo te (Casalini-De Martino) Jula De Palma – Miranda Martino
- Ma baciami (Panzuti-Godini) Teddy Reno – Achille Togliani
- Né stelle né mare (Testoni-Fabor) Arturo Testa – Fausto Cigliano
- Partir con te (Pino Calvi) Claudio Villa – Johnny Dorelli
- Per tutta la vita (Testa-Spotti) Wilma De Angelis – Jula De Palma
- Tu sei qui (Testa-Birga) Achille Togliani – Arturo Testa

1951 · 1952 · 1953 · 1954 · 1955 · 1956 · 1957 · 1958 · 1959 · 1960 · 1961 · 1962 · 1963 · 1964 · 1965 · 1966 · 1967 · 1968 · 1969 · 1970 · 1971 · 1972 · 1973 · 1974 · 1975 · 1976 · 1977 · 1978 · 1979 · 1980 · 1981 · 1982 · 1983 · 1984 · 1985 · 1986 · 1987 · 1988 · 1989 · 1990 · 1991 · 1992 · 1993 · 1994 · 1995 · 1996 · 1997 · 1998 · 1999 · 2000 · 2001 · 2002 · 2003 · 2004 · 2005 · 2006 · 2007 · 2008 · 2009 · 2010 · 2011 · 2012 · 2013 · 2014 · 2015 · 2016 · 2017 · 2018 · 2019 · 2020 · 2021 · 2022 · 2023 · 2024 · 2025